# Cowgirl's Prayer
| Recensione                        | Giudizio   |
| --------------------------------- | ---------- |
| AllMusic                          | [ 1 ]      |
| The New Rolling Stone Album Guide | [ 2 ]      |
| Sputnikmusic                      | 2.0 (Poor) |
| Dizionario del Pop-Rock           | [ 4 ]      |
| 24.000 dischi                     | [ 5 ]      |

Cowgirl's Prayer è un album discografico in studio della cantante statunitense Emmylou Harris, pubblicato dalla casa discografica Elektra Records nel settembre del 1993.

## Tracce

### CD
1. A Ways to Go – 3:38 (Laine Marsh)
2. The Light – 2:29 (Kieran Kane, Emmylou Harris)
3. High Powered Love – 3:08 (Tony Joe White)
4. You Don't Know Me – 3:07 (Eddy Arnold, Cindy Walker)
5. Prayer in Open D – 4:17 (Emmylou Harris)
6. Crescent City – 3:31 (Lucinda Williams)
7. Lovin' You Again – 5:31 (Roger D. Ferris)
8. Jerusalem Tomorrow – 4:17 (David Olney)
9. Thanks to You – 3:56 (Jesse Winchester)
10. I Hear a Call – 2:50 (Tony Arata)
11. Ballad of a Runaway Horse – 5:35 (Leonard Cohen)

## Musicisti
A Ways to Go
- Emmylou Harris - voce
- Chris Leuzinger - chitarra acustica
- Richard Bennett - chitarra elettrica, high string acoustic guitar
- Al Perkins - chitarra pedal steel
- Mike Brignardello - basso
- Sam Bacco - percussioni
- Suzanne Cox - accompagnamento vocale-cori
- Alison Krauss - accompagnamento vocale-cori

The Light
- Emmylou Harris - voce, armonie vocali
- Kieran Kane - chitarra gut string
- Al Perkins - chitarra pedal steel
- Roy Huskey, Jr. - basso acustico
- Larry Atamanuik - batteria, percussioni

High Powered Love
- Emmylou Harris - voce
- Chris Leuzinger - chitarra elettrica
- Richard Bennett - chitarra acustica, percussioni
- Bobby Wood - piano, organo
- Bobby Wray - basso
- Milton Sledge - batteria, percussioni
- Kathy Chiavola - armonie vocali
- Ashley Cleveland - armonie vocali

You Don't Know Me
- Emmylou Harris - voce
- Richard Bennett - chitarra acustica, chitarra elettrica, chitarra elettrica solo
- Chris Leuzinger - chitarra acustica
- Al Perkins - chitarra pedal steel
- Roy Huskey, Jr. - basso acustico
- Lori Brooks - armonie vocali
- Jana King - armonie vocali
- Hurshel Wiginton - armonie vocali
- Dennis Wilson - armonie vocali

Prayer in Open D
- Emmylou Harris - voce, chitarra acustica, armonie vocali
- Richard Bennett - chitarra acustica
- Dave Hoffner - organo Hammond B-3
- Edgar Meyer - contrabbasso
- Grace Bahng - violoncello
- Kris Wilkinson - viola
- Connie Heard - violino
- Emory Gordy, Jr. - arrangiamento strumenti ad arco

Crescent City
- Emmylou Harris - voce, armonie vocali
- Richard Bennett - chitarra acustica
- Chris Leuzinger - chitarra elettrica
- Dave Hoffner - organo Hammond B-3
- Jay Spell - accordion
- Sam Bush - fiddle
- Bobby Wray - basso
- Milton Sledge - batteria
- Kathy Chiavola - armonie vocali
- Ashley Cleveland - armonie vocali
- Trisha Yearwood - armonie vocali

Lovin' You Again
- Emmylou Harris - voce
- Chris Leuzinger - chitarra elettrica
- Richard Bennett - chitarra acustica
- Bobby Wood - piano
- Dave Hoffner - tastiere
- Sam Levine - flauto
- Roy Huskey, Jr. - basso acustico
- Larry Atamanuik - batteria
- Mary Ann Kennedy - armonie vocali
- Pam Rose - armonie vocali

Jerusalem Tomorrow
- Emmylou Harris - voce
- Chris Leuzinger - chitarra acustica finger picking
- Richard Bennett - chitarra archtop
- Al Perkins - chitarra pedal steel
- David Hoffner - tastiere
- Sam Levine - clarinetto
- Roy Huskey, Jr. - basso acustico

Thanks to You
- Emmylou Harris - voce
- Chris Leuzinger - chitarra elettrica e soli
- Richard Bennett - chitarra elettrica tremolo, tambourine
- Bobby Wood - pianoforte elettrico Wurlitzer
- Roy Huskey, Jr. - basso acustico
- Larry Atamanuik - batteria
- Kathy Chiavola - armonie vocali, battito delle mani (handclaps)
- Ashley Cleveland - armonie vocali, battito delle mani (handclaps)
- Trisha Yearwood - armonie vocali, battito delle mani (handclaps)

I Hear a Call
- Emmylou Harris - voce, armonie vocali
- Chris Leuzinger - chitarra acustica
- Richard Bennett - chitarra acustica
- Al Perkins - dobro
- Sam Bush - fiddle
- Jay Spell - piano
- Bobby Wray - basso
- Edgar Meyer - contrabbasso
- Sam Bacco - percussioni
- Milton Sledge - percussioni
- Jay Randall Stewart - armonie vocali

Ballad of a Runaway Horse
- Emmylou Harris - voce, chitarra acustica, armonie vocali
- Richard Bennett - mandoloncello
- David Hoffner - tastiere
- Joe Loesch - effetti sonori speciali
- Kathy Chiavola - armonie vocali[6]

Note aggiuntive
- Allen Reynolds e Richard Bennett - produttori
- Registrato e mixato al Jack's Tracks Recording Studio di Nashville, Tennessee
- Mark Miller - ingegnere delle registrazioni
- Richard Aspinwall - assistente ingegnere delle registrazioni
- Mastering effettuato al Georgetown Master di Nashville, Tennessee
- Management: Monty Hitchcock Management, Nashville, Tennessee
- Robyn Lynch - art direction copertina
- John Heiden - design copertina
- Timothy White - fotografie copertina[7]

## Classifica
Album
| Anno | Classifica         | Posizione raggiunta |
| ---- | ------------------ | ------------------- |
| 1993 | Top Country Albums | 34                  |

Singoli
| Anno | Titolo del brano  | Classifica        | Posizione raggiunta |
| ---- | ----------------- | ----------------- | ------------------- |
| 1993 | High Powered Love | Hot Country Songs | 63                  |
| 1994 | Thanks to You     | Hot Country Songs | 65                  |